# Torre del Lucero

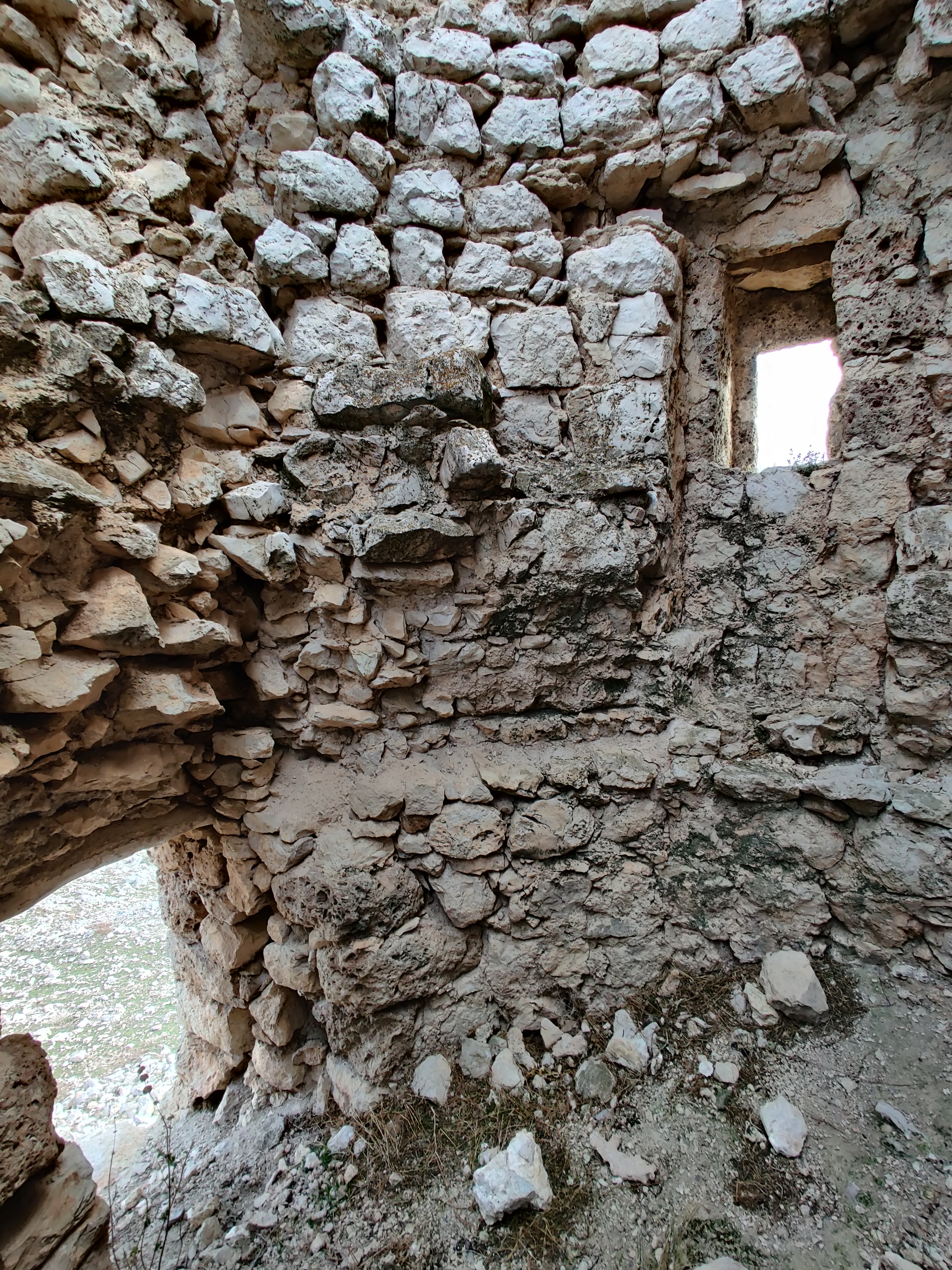
Interior de la torre, donde se aprecia la entrada y uno de los ventanucos

La torre del Lucero es una importante atalaya ubicada en el punto más alto del cerro del mismo nombre, a 1275 metros de altura. El cerro se alza al noroeste del actual pueblo de Bélmez de la Moraleda, provincia de Jaén (España), dominándolo.

## Descripción
Según la descripción de varios autores, más que de una atalaya se trataría de un castillejo. Construida en mampostería bien trabada, su planta es cilíndrica con un muro semicircular que protege la entrada. Ésta, se sitúa en altura (a unos 2 metros sobre el nivel del suelo) y aún conserva restos de dintel de madera de la puerta y la gorronera de la misma. Debió existir una segunda planta puesto que en el interior de la torre quedan restos de vigas de la techumbre de madera que separaba ambos pisos. Alberga dos aposentos interiores superpuestos y una terraza. La parte inferior de la torre es maciza. Las plantas estaban cubiertas con bóvedas semiesféricas, comunicándose por una escalera adosada de 1,18 metros de anchura.
En general se conserva en buen estado, aunque una gran grieta amenaza con desmoronarla.

## Historia
La factura de la torre parece cristiana, algunos autores, la creen contemporánea a la Torre del Homenaje del Castillo de Bélmez, construida una vez conquistado el castillo en 1316. La torre del Lucero subsanaría el escaso control visual del castillo, vigilando los accesos a éste por el Sur (Valle del Jandulilla) que seguía siendo territorio musulmán. Por su parte, T. Quesada y E. Motos (1992 y 1995) apuntan la posibilidad de que sea más tardía, aunque siempre castellana. De hecho, las referencias documentales consultadas por estos dos autores, la hacen depender del alcaide de Huelma desde 1438, quien tenía en ella una pequeña guarnición frente al castillo de Bélmez, del cual, la Torre del Lucero posee un total dominio visual. El Castillo de Bélmez, había sido reconquistado por los nazaríes en 1368, aprovechando la guerra civil que enfrentaba a los castellanos. No será hasta 1448 cuando las gentes del Concejo de Baeza arrebaten definitivamente el castillo a los granadinos.
En la prospección arqueológica superficial a la que se la sometió, no se encontró materiales cerámicos asociados que pudieran afinar más su cronología. 
A finales del s. XVI, la torre había perdido ya su función, cayendo en desuso.